# Weissbooks.w
Der Weissbooks Verlag (bis 2021 weissbooks.w Verlag) ist ein deutscher Literaturverlag in der Rechtsform einer GmbH mit dem ursprünglichen Geschäftssitz in Frankfurt am Main. Der im Handelsregister eingetragene Name des Verlages lautet Weissbooks Verlagsgesellschaft GmbH.
Der Verlag wurde auf der Frankfurter Buchmesse 2007 angekündigt und im Januar 2008 von Rainer Weiss (zuvor Programmgeschäftsführer des Suhrkamp Verlags) und Anya Schutzbach (zuvor Marketingleiterin bei Suhrkamp) als Weissbooks GmbH gegründet. Die Buchgestaltung mit dem namengebenden weißen Einband übernahm der Schweizer Typograph Fritz Gottschalk. Schwerpunkte des Verlagsprogramms sind Belletristik und erzählendes Sachbuch. Im Vordergrund steht dabei die Gegenwartsliteratur. Seit 1. Juli 2019 wurde weissbooks.w (mit eigenständigem Verlagsprogramm) unter dem Dach des Schweizer Unionsverlags von Zürich aus geführt. Seit 1. Januar 2021 wird der unter dem neuen Namen Weissbooks Verlagsgesellschaft von Berlin aus geführt und zwar von Bärbel Brands, Martin Brinkmann, Anne Dreesbach und Christian Augustin. Seit Herbst 2021 ist Anne Dreesbach bereits wieder ausgeschieden.
Zu den Autoren des Verlages zählen:
Ildar Abusjarow,
Artur Becker,
Barbara Bongartz,
Jan Brokken,
Erika Burkart,
Emil Cioran,
Pauline de Bok,
Dorothea Dieckmann,
Esma Annemon Dil,
Franz Dinda,
Christina Eibl,
Vanessa F. Fogel,
Gisela Getty,
Christian Golusda,
Ernst Halter,
Bernd Hontschik,
Andreas Höfele,
Christoph Höhtker,
Svenja Huth,
Susanne Klingenstein,
Nia Künzer,
Katharina Kuhlmann,
Elsemarie Maletzke,
Ralph Günther Mohnnau,
Otto von Mops,
Nikolas Moret,
Jacqueline Moser,
Adrian Naef,
Mirosław Nahacz,
Maxi Obexer,
Breece D'J Pancake,
Jean-Paul Pianta,
Rudolf Rach,
Shlomo Raskin,
Dorothea Razumovsky,
Karin Reschke,
Gisela Rudolf,
Bärbel Schäfer,
Thomas Schenk,
Kerstin Schneider,
Britta Schröder,
Katrin Seglitz,
Sandra Smisek,
Pia Solèr,
Ariane Sommer,
Marlene Streeruwitz,
Katharina Sulzbach,
Jamal Tuschick,
Arezu Weitholz,
Jutta Winkelmann,
Achim Winter,
Daniel Zahno, Jasmin Ramadan. 
2009 wurde weissbooks.w mit dem Frankfurter Gründerpreis (1. Preis) ausgezeichnet. Im selben Jahr war der Verlag Mitinitiator der Hotlist, dem jährlich vergebenen Buchpreis der unabhängigen Verlage.